# Erwin Hubert (Richter)
Erwin Hubert (* 11. Juni 1951 in Bamberg) ist ein deutscher Jurist und war von 2002 bis 2016 Richter am Bundesgerichtshof.
Nach dem Abschluss seiner juristischen Ausbildung trat er im November 1981 in den höheren Justizdienst des Freistaats Bayern ein. Er war zunächst als Staatsanwalt und als Richter beim Landgericht Hof tätig. Nach der Wiederherstellung der deutschen Einheit übernahm er ab April 1991 Aufgaben in der sächsischen Justiz, in deren Geschäftsbereich er im Dezember 1992 versetzt wurde. Im März 1993 wurde er zum Vizepräsidenten des im Januar 1993 neu begründeten Landgerichts Zwickau ernannt.
Am 29. Juli 2002 wurde Hubert zum Richter am Bundesgerichtshof ernannt und dem für Revisionen in Staatsschutzsachen sowie in Strafsachen aus den Bezirken der Oberlandesgerichte Celle, Düsseldorf, Oldenburg und Koblenz zuständigen 3. Strafsenat zugewiesen, in welchem er bis zu seinem Eintritt in den Ruhestand tätig war.
Hubert ist verheiratet und hat ein Kind.